# 1. deild 1992 (Islanda)
La 1. deild 1992 fu la 81ª edizione della massima serie del campionato di calcio islandese disputata tra il 23 maggio e il 13 settembre 1992 e conclusa con la vittoria del ÍA, al suo tredicesimo titolo.
Capocannoniere del torneo fu Arnar Gunnlaugsson (ÍA) con 15 reti.

## Formula
Come nella stagione precedente le squadre partecipanti furono dieci e si incontrarono in un turno di andata e ritorno per un totale di diciotto partite.
Le ultime due classificate retrocedettero in 2. deild karla.
Le squadre qualificate alle coppe europee furono tre: i campioni alla UEFA Champions League 1993-1994, la seconda alla Coppa UEFA 1993-1994 e il vincitore della coppa nazionale alla Coppa delle Coppe 1993-1994.

## Squadre partecipanti
| Club       | Città          | Stadio | Posizione 1991     |
| ---------- | -------------- | ------ | ------------------ |
| Fram       | Reykjavík      |        | 2°                 |
| ÍBV        | Vestmannaeyjar |        | 7°                 |
| Valur      | Reykjavík      |        | 4°                 |
| KR         | Reykjavík      |        | 3°                 |
| Víkingur   | Reykjavík      |        | Campione d'Islanda |
| Breiðablik | Kópavogur      |        | 5°                 |
| ÍA         | Akranes        |        | 2. deild           |
| KA         | Akureyri       |        | 6°                 |
| FH         | Hafnarfjörður  |        | 8°                 |
| Þór        | Akureyri       |        | 2. deild           |

## Classifica finale
|                    | Pos. | Squadra    | Pt | G  | V  | N | P  | GF | GS | DR  |
| ------------------ | ---- | ---------- | -- | -- | -- | - | -- | -- | -- | --- |
| Islanda (bandiera) | 1.   | ÍA         | 40 | 18 | 12 | 4 | 2  | 40 | 19 | +21 |
|                    | 2.   | KR         | 37 | 18 | 11 | 4 | 3  | 41 | 17 | +24 |
|                    | 3.   | Þór        | 35 | 18 | 10 | 5 | 3  | 30 | 14 | +16 |
|                    | 4.   | Valur      | 31 | 18 | 9  | 4 | 5  | 33 | 27 | +6  |
|                    | 5.   | Fram       | 25 | 18 | 8  | 1 | 9  | 25 | 27 | -2  |
|                    | 6.   | FH         | 21 | 18 | 5  | 6 | 7  | 25 | 29 | -4  |
|                    | 7.   | Víkingur   | 19 | 18 | 5  | 4 | 9  | 25 | 33 | -8  |
|                    | 8.   | ÍBV        | 16 | 18 | 5  | 1 | 12 | 23 | 44 | -21 |
|                    | 9.   | Breiðablik | 15 | 18 | 4  | 3 | 11 | 14 | 31 | -17 |
|                    | 10.  | KA         | 13 | 18 | 3  | 4 | 11 | 18 | 33 | -15 |

Legenda:
      Campione d'Islanda e ammesso alla UEFA Champions League
      Ammesso alla Coppa delle Coppe
      Ammesso alla Coppa UEFA
      Retrocesso in 2. deild karla
Note:
Tre punti a vittoria, uno a pareggio, zero a sconfitta.

### Verdetti
- ÍA Campione d'Islanda 1992 e qualificato alla UEFA Champions League
- KR qualificato alla Coppa UEFA
- Valur qualificato alla Coppa delle Coppe
- Breiðablik e KA retrocesse in 2. deild karla.